# Alfambra (riu)
|  | No s'ha de confondre amb Alfambra, un poble del mateix nom.. |

L'Alfambra és un afluent del riu Túria, neix en la Serra de la Moratilla, al cim de Peñarroya a uns 2.000 metres d'altura a la província de Terol.
En un recorregut sinuós, primer en direcció al nord i després en direcció al sud, les seves avingudes ocasionals causen greus danys a les hortes de les petites poblacions per on transcorre. El riu discorre per les poblacions de Galve, Orrios i Alfambra, d'on pren el seu nom, a més de per Peralejos, Cuevas Labradas, Tortajada i Terol on s'uneix al riu Túria. Té aigües són vermelloses a causa de la presència de gran quantitat d'argiles.

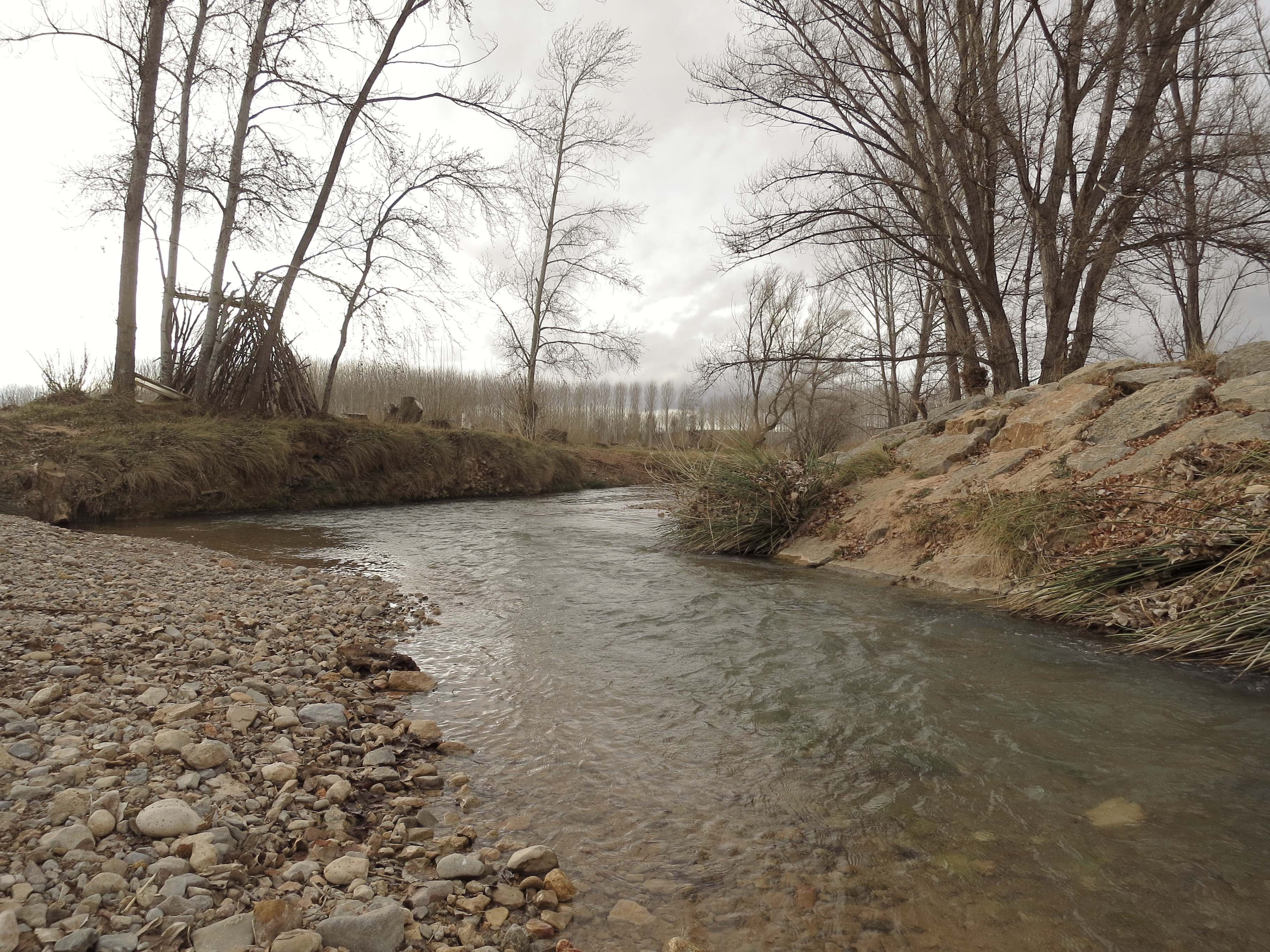
L'Alfambra a Terol

El seu cabal és escàs, amb fortes crescudes a la fi de l'hivern, primavera i tardor. Actualment no compta amb embassaments o preses, però està en projecte la presa d'Alcamines de 16,35 hm³, un projecte que no fa unanimitat.
Durant la Guerra Civil espanyola, el mes de febrer de 1938, pocs dies després de perdre Terol, els franquistes van desbordar els flancs republicans i van infligir a aquests una dura derrota a la vall de l'Alfambra, enfrontament que va suposar un greu menyscapte per a l'Exèrcit Popular de la República.